# 菊園町
菊園町（きくぞのちょう）は、愛知県名古屋市昭和区の地名。現行行政地名は菊園町1丁目から菊園町6丁目。住居表示未実施。

## 地理
名古屋市昭和区中央南端部に位置する。西から南は瑞穂区、北は荒田町・塩付通に接する。

## 歴史

### 町名の由来
尾張藩の菊園があったことによるという。

### 沿革
- 1933年（昭和8年）4月10日 - 中区広路町の一部により、同区菊園町として成立[1]。
- 1934年（昭和9年）7月20日 - 中区瑞穂町の全域を編入する[1]。
- 1937年（昭和12年）10月1日 - 昭和区成立に伴い、同区菊園町となる[1]。

## 世帯数と人口
2019年（平成31年）1月1日現在の世帯数と人口は以下の通りである。
| 町丁   | 世帯数  | 人口    |
| ------ | ------- | ------- |
| 菊園町 | 532世帯 | 1,095人 |

## 学区
市立小・中学校に通う場合、学校等は以下の通りとなる。また、公立高等学校に通う場合の学区は以下の通りとなる。
| 番・番地等 | 小学校               | 中学校               | 高等学校 |
| ---------- | -------------------- | -------------------- | -------- |
| 全域       | 名古屋市立松栄小学校 | 名古屋市立桜山中学校 | 尾張学区 |

## 施設
- 石川橋商店街[8]

## その他

### 日本郵便
- 郵便番号 : 466-0843[4]（集配局：昭和郵便局[11]）。